# Torony
Torony é um município da Hungria, situado no condado de Vas. Tem 12,83 km² de área e sua população em 2015 foi estimada em 1.920 habitantes.